# Der er stof i os
|  | Denne artikel er oprettet af botten Steenthbot ud fra en ekstern database. Den kan derfor have sproglige fejl eller mangler. Denne skabelon kan fjernes efter kontrol af indholdet. |

Der er stof i os er en dansk dokumentarfilm fra 1982 instrueret af Carsten Clante og efter manuskript af Tine Bryld og Carsten Clante.

## Handling
En film om vejen til misbrug af stoffer, med fortællingen om den 20-årige Jeanette som eksempel. Jeanette har haft en barndom og pubertetstid, som ikke adskiller sig fra de fleste andres, men hun har også - som de fleste andre - haft bestemte perioder, hvor hun har været under stærkt pres. Det gik galt for Jeanette, hvor var hendes svage punkter, spørger filmen. Filmen blander reportage og interviews med spillede scener for derigennem at søge ind til årsagerne til, at stofafhængigheden blev en realitet. På denne måde skildres Jeanettes forhold til forældrene, til skolen, til kammeraterne og til fyren, som hun fik et barn med som 15-årig. Filmen lægger op til debat og videre arbejde med problematikken omkring unge og stofmisbrug.